# Salvatore A. Sanna
Salvatore Aldo Sanna (* 5. Dezember 1934 in Oristano, Sardinien; † 21. November 2018 in Frankfurt am Main) war ein in Frankfurt am Main lebender italienischer Lyriker. Sein Werk gehört zur sogenannten letteratura de-centrata, einer Literatur, die außerhalb der Ursprungskultur entsteht.

## Leben
Sanna war von 1962 bis 1998 Dozent für italienische Sprache und Literatur an der Johann Wolfgang Goethe-Universität Frankfurt am Main. 1966 gründete er die Deutsch-Italienische Vereinigung e.V., die er von 1966 bis 2016 ehrenamtlich leitete. 1979 begründete er zusammen mit Arno Euler die Zeitschrift „Italienisch“, die er als Mitherausgeber betreute.
Er hat fünf zweisprachige Gedichtbände (italienisch/deutsch) veröffentlicht. 1996 erhielt er für seine Sammlung "La fortezza dell’aria"  den Premio Pannunzio. Sein lyrisches Gesamtwerk erschien 2004 unter dem Titel "Fra le due sponde – Zwischen zwei Ufern".
Er war Ehrenpräsident der Frankfurter Stiftung für deutsch-italienische Studien.

## Ehrungen und Auszeichnungen
- Verdienstorden der Italienischen Republik (1977)
- Bundesverdienstkreuz am Bande des Verdienstordens der Bundesrepublik Deutschland (1996)

## Werke (Auswahl)

### Lyrik
- Löwen-Maul. Gedichte Italienisch-Deutsch. Übersetzt und mit einem Nachwort von Gerhard Goebel-Schilling. Mit zwei Zeichnungen von Ermanno Leinardi. Frankfurt am Main-Aarau: Verlag Sauerländer 1988. ISBN 3794129911
- Feste. Gedichte Italienisch-Deutsch. Übersetzt und mit einem Nachwort von Gerhard Goebel-Schilling. Mit zwei Zeichnungen von Achille Perilli. München und Mainz: von Hase & Koehler Verlag 1991. ISBN 3-7758-1234-2
- La fortezza dell’aria. Presentazione di Luigi Malerba. Tre disegni di Enrico Della Torre. Torino: Franco Masoero Edizioni 1995. (Premio Pannunzio 1996)
- Mnemosyne. Hommage an die Mutter der Musen. Übertragung und Nachwort Gerhard Goebel. Einführung Christoff Neumeister. Zeichnungen Gianfranco Pardi. Frankfurt am Main/Aarau: Verlag für deutsch-italienische Studien Sauerländer 1999. ISBN 3794146557
- Fra le due sponde - Zwischen zwei Ufern. Gedichte Italienisch-Deutsch. Hrsg. von Thomas Amos, Tübingen: Narr 2004. ISBN 3-8233-6053-1
- Mare. I guess what you mean. Gedichte Italienisch-Deutsch. Übertragung von Caroline Lüderssen. Tübingen: Narr 2009. ISBN 978-3-8233-6539-6
- Fra le due sponde. Poesie. Nuoro: Edizioni Il Maestrale 2014. ISBN 978-88-6429-154-3

### Herausgeber
- Zur italienischen Kunst nach 1945 - Deutsche Künstler und Italien. Band I (1981),  Band II (1986), Band III (1991), Band IV (2001). Frankfurt am Main: Deutsch-Italienische Vereinigung e.V./Frankfurter Westend Galerie.
- Italienische Kunst der Moderne in Frankfurter Privatbesitz. Frankfurt am Main: Deutsch-Italienische Vereinigung e.V./Frankfurter Westend Galerie 1994.
- Letteratura de-centrata. Italienische Autorinnen und Autoren in Deutschland (zusammen mit Caroline Lüderssen). Frankfurt am Main: Verlag Moritz Diesterweg 1995. ISBN 3-425-31102-6
- „A colloquio con...“ Interviste con autori italiani contemporanei (zusammen mit Caroline Lüderssen). Firenze: Franco Cesati Editore 2004. ISBN 88-7667-182-X

### Verschiedenes
- Sardinien-Bibliographie. Deutsche Beiträge zur Erforschung der Insel. Mit einer Einführung von Gerhard Rohlfs. Pullach-München: Verlag Dokumentation 1974. ISBN 3-7940-3180-6